# 조하르

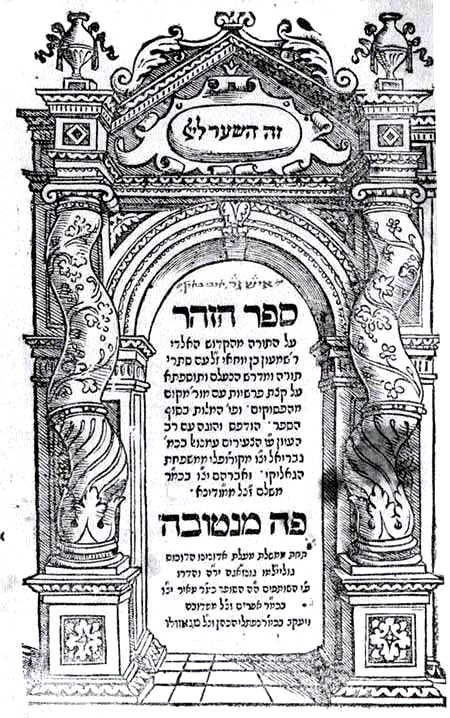

조하르(영어: Zohar 히브리어: זהר Splendor 화려함, Radiar 빛을 발산함)는 유대교 신비주의인 카발라의 가장 중요한 경전이다. 토라(모세의 다섯 책)에 대한 신비주의적인 해석서이며, 중세 아람어와 중세 히브리어로 쓰였다. 신의 성품에 대한 신비주의적인 내용, 우주의 기원과 구조, 영혼, 죄, 선악의 성격 등과 이에 관련된 주제가 담겨 있다.
조하르는 한 권의 책이 아니고 여러 권의 책을 모은 것이다.